# Xenograpsus
Xenograpsus is een geslacht van kreeftachtigen uit de klasse van de Malacostraca (hogere kreeftachtigen).

## Soorten
- Xenograpsus ngatama McLay, 2007
- Xenograpsus novaeinsularis Takeda & Kurata, 1977
- Xenograpsus testudinatus N. K. Ng, Huang & Ho, 2000